# Kerstin Radler
Kerstin Radler (* 21. März 1961 in Regensburg) ist eine deutsche Politikerin (Freie Wähler). Sie war von 2018 bis 2023 Abgeordnete im Bayerischen Landtag.

## Werdegang
Radler legte das Abitur am St. Marien-Gymnasium der Englischen Fräulein in Regensburg ab. Im Rahmen des anschließenden Studiums der Rechtswissenschaft an der Universität Regensburg absolvierte sie längere Auslandsaufenthalte in Südamerika und war in diesem Zeitraum auch bei der deutsch-argentinischen Handelsgesellschaft in Buenos Aires tätig. Sie war von 2000 bis 2020 zusätzlich Fachanwältin für Familienrecht und leitet seit 2006 ihre eigene Kanzlei in der Altstadt von Regensburg.
Kerstin Radler ist verheiratet.

## Abgeordnete
Bei der Landtagswahl am 14. Oktober 2018 wurde Kerstin Radler für die Freien Wähler über die Liste des Wahlkreises Oberpfalz in das Landesparlament gewählt. Dort war Radler stellvertretende Fraktionsvorsitzende sowie Mitglied des Ausschusses für Wissenschaft und Kunst. Sie gehörte ferner dem Beirat beim Haus der Bayerischen Geschichte, dem Kuratorium der Universität Regensburg sowie dem Landessportbeirat an. Nach der Landtagswahl 2023 schied sie aus dem Landtag aus.

## Ehrenamt
Sie ist seit 1. Mai 2008 Mitglied im Stadtrat Regensburg und gehört dem Kulturausschuss, dem Jugendhilfeausschuss und den Ausschüssen für Bildung und Freizeit sowie für Soziales und allgemeine Stiftungsangelegenheiten an. Aufsichtsrätin ist sie bei der Regensburg Tourismus GmbH und der Regensburg Seniorenstift gemeinnützige GmbH. Ferner gehört sie dem Zweckverbandsrat der Sparkasse und dem Verwaltungsrat des Theaters an.
Bei den Freien Wählern ist sie jeweils stellvertretende Vorsitzende der Stadtrats-Fraktion und der Freien Wähler Regensburg e.V. 